# Maarten van Gent
Maarten Herman van Gent (Rotterdam, 22 maart 1947 – Rakvere, 14 april 2025) was een Nederlandse basketbalcoach, manager, scout en ondernemer.
Van Gent begon op zijn zeventiende met basketbal spelen. Hij speelde ook korfbal en voetbal op de universiteit. Nadat hij in de Landmacht diende werd hij in 1968 docent lichamelijke opvoeding. In 1970, op 23-jarige leeftijd, begon hij met het coachen van basketbalteams. Zijn eerste team was AMVJ Rotterdam. Na vijf jaar verliet hij de club voor Frisol Rowic uit Dordrecht. In 1982 won hij als coach zijn eerste landskampioenschap met Nationale Nederlanden Donar uit Groningen. Van 1984 tot 1990 werkte hij in België waar hij het Belgische landskampioenschap won en tweemaal de Beker. Nadat hij in 1991 werd ontslagen bij Houthalen stopte hij met coachen.
Een jaar later verhuisde hij naar Estland waar hij basketbalmakelaar werd voor Globe Sports Management in Europa. In 1996 begon hij weer met coachen, dit keer in Estland voor Tallinna Kalev. Hij won direct dat jaar het Estisch landskampioenschap. Van 1997 tot 1999 was hij ook de coach van het Estisch nationaal basketbalteam. Daarna was hij van 2000 tot 2003 assistent-coach en van 2003 tot 2004 hoofdcoach van BC Kalev/Cramo en ondertussen van 2001 tot 2003 coach van het Nederlands basketbalteam. In 2005 stopte hij wederom met coachen om zich te richten op zaken en management. Hij werkte ook drie jaar als scout voor het NBA-team New York Knicks.
Van Gent keerde nog tweemaal terug als coach, in het seizoen 2008-2009 voor Rotterdam Challengers en het jaar erop voor EiffelTowers Den Bosch nadat beide teams hun vorige coach hadden ontslagen en Van Gent vroegen het seizoen af te maken.
Van Gent was eigenaar van een Estische makelaardij genaamd Vangent Holding OU. Hij was in 2025 kandidaat in het datingprogramma Winter Vol Liefde. Kort na de opnames kreeg hij te horen dat bij hem alvleesklierkanker was geconstateerd. Op 14 april 2025 overleed hij op 78-jarige leeftijd.